# Johann Georg Roederer

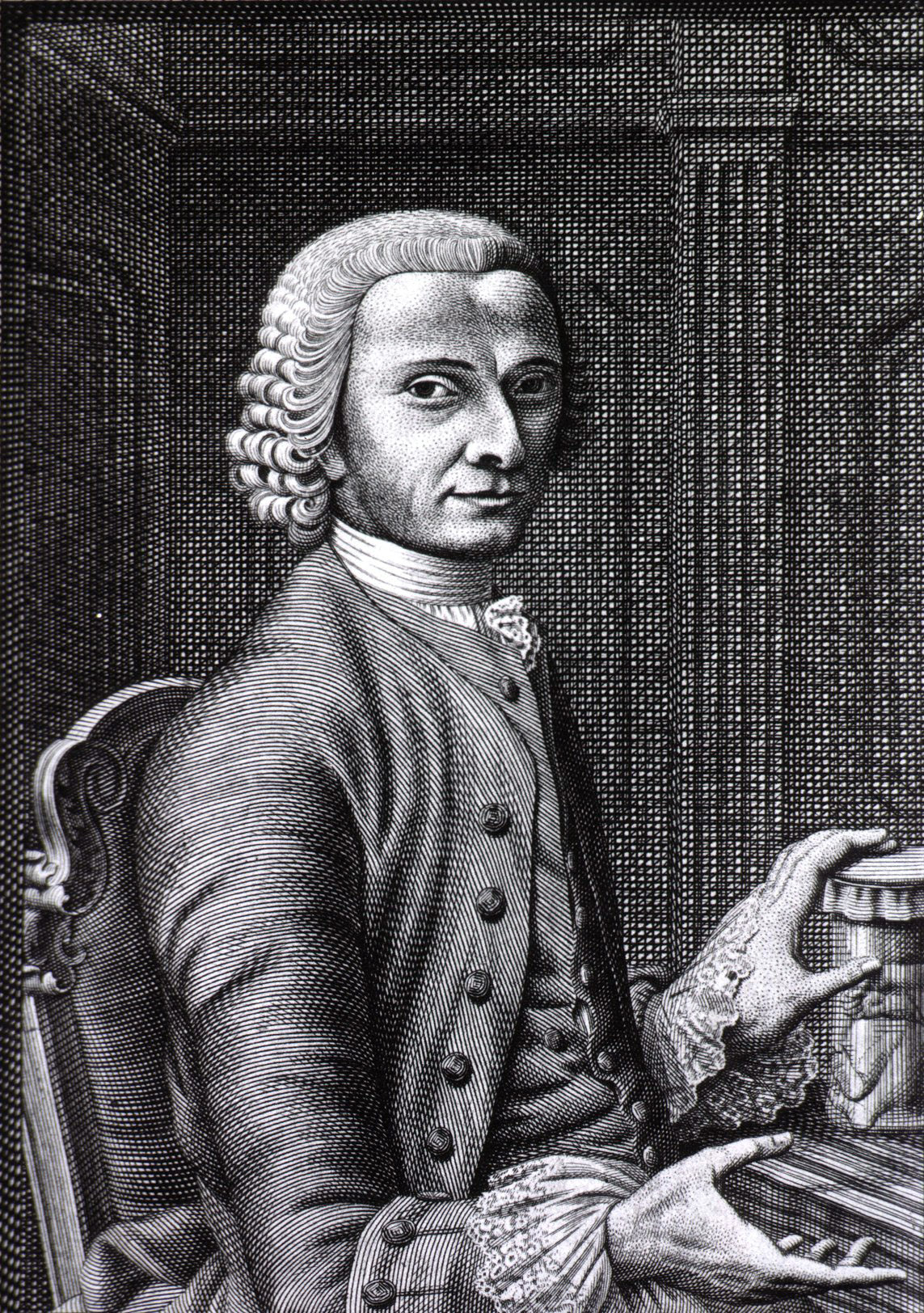
Georg Roederer

Johann Georg Roederer, französisch: Jean-Georges Roederer (* 13. Mai 1726 in Straßburg; † 4. April 1763 ebenda) war ein deutscher Chirurg und Geburtshelfer in Göttingen. Er war der erste deutsche Professor für Geburtshilfe.

## Leben
Johann Georg Roederer war nach seiner medizinischen Ausbildung in Paris (1747), London (1748) und Leiden in der Hebammenschule in Straßburg (1727/1728 gegründet) als Schüler von Johann Jakob Fried (1689–1769) bis 1750 tätig. Die Zeit hatte er genutzt, eine Dissertation über Geburtshilfe zu verfassen. 1750 wurde er in Straßburg promoviert. Der englische König und Kurfürst von Hannover Georg II. berief ihn auf Anregung von Albrecht von Haller 1751 als außerordentlichen Professor für Geburtshilfe an die Universität Göttingen. Dieser  war das im selben Jahr eingerichtete Göttinger Accouchierhaus angegliedert.
Roederer beschrieb den normalen wie regelwidrigen Geburtsmechanismus, der Grundlage für die weiterentwickelnde Forschung wurde. Nach ihm wurde die Roederer-Kopfhaltung benannt. Er erlangte hohes Ansehen durch seine klinische Tätigkeit und durch seine Veröffentlichungen, die in mehrere Sprachen übersetzt wurden. Er wurde zum Mitglied der Pariser Académie Royale de Chirurgie und 1754 zum ordentlichen Professor und Leibarzt von Georg II. ernannt. Bei Sektionen in Göttingen hatte er den Peitschenwurm entdeckt. Mit Carl Gottlieb Wagler beschrieb er 1762 die anatomischen Veränderungen beim von Typhus befallenen Darm. Roederers Nachfolger wurde Heinrich August Wrisberg.

## Familie
Seine Tochter war Caroline Friederike von Schlözer. Ihre jüngere Schwester Wilhelmine Dorothea Victoria (1756–1791) heiratete den Jenenser Anatomen Justus Christian von Loder (1753–1832).

## Ehrungen
Er war seit 1751 außerordentliches und seit 1760 ordentliches Mitglied der Göttinger Akademie der Wissenschaften. Im Dezember 1755 wurde er Ehrenmitglied der Russischen Akademie der Wissenschaften in St. Petersburg.

## Schriften
- Elementa artis obstetriciae in usum auditorum, 1753
- Jo. G. Roedereri et Car. G. Wagleri Tractatus de morbo mucoso, 1762